# Nicolin Sererhard
Nicolin Sererhard (* 25. Januar 1689 in Küblis; † 1756?) war ein reformierter Pfarrer und Chronist im Kanton Graubünden in der Schweiz.

## Leben
Nicolin Sererhard war Pfarrerssohn. Nach theologischen Studien in Zürich und Basel trat er 1710 nach Aufnahme in die Bündner Synode in Malix seine erste Pfarrstelle an. 1716 übernahm er die Gemeinde Seewis im Prättigau, wo er bis 1754 amtete. 
Neben dem Beruf galt sein Interesse der naturkundlichen, kulturellen und sprachlichen Vielfalt seiner Heimat, des Freistaats der Drei Bünde. Dabei gelang es ihm dank profunder Sprachkenntnisse – Sererhards Vorfahren stammten aus Zernez, sein Vikariat verbrachte er zum Teil in Ramosch und Brusio – Informationen aus allen Teilen des heterogenen Staatsgebildes zusammenzutragen. 1730 bestieg er zusammen mit zwei Begleitern von Seewis aus die Schesaplana.
1742 erschien sein Hauptwerk, die umfassende Landeskunde Einfalte Delineation aller Gemeinden gemeiner dreyen Bünden.... Diese enthält neben geographischen und historischen Fakten auch Sagen und Hinweise auf Wirtschaft, Brauchtum und Ernährung. Die heute noch oft zitierte Schrift ist als Nachdruck erhältlich.